# 昌妙達齊鎮區
昌妙達齊區（發音：[tɕʰáɴ mja̰ θà zì mjo̰nɛ̀]）為緬甸曼德勒省马哈昂梅县的鎮區。2014年人口283,781人，區域面積30.18平方公里。昌妙達齊區西邊為伊洛瓦底江；北邊與馬哈昂梅區為界；南邊與巴登枝鎮為界。瑪哈目尼佛塔位在該鎮區，為曼德勒市主要旅遊景點之一。

## 知名地標與景點
- 曼德勒昌妙達齊機場（英语：Mandalay Chanmyathazi Airport）
- 曼德勒皇家植物園（英语：Kandawgyi Gardens, Mandalay）[4]
- 瑪哈目尼佛塔
- 曼德勒護理大學（英语：University of Nursing, Mandalay）
- 曼德勒牙醫大學（英语：University of Dental Medicine, Mandalay）